# چنبره‌ای (گیاه)
چنبره‌ای(نام علمی: Spiranthes spiralis) نام یک گونه از تیره ثعلبیان است.